# Хайнрих II (Майсен)
Вижте пояснителната страница за други личности с името Хайнрих II.
Хайнрих II Млади (на немски: Heinrich der Jüngere, * 1103, † 1123) от род Ветини е граф на Айленбург и от раждането си 1103 г. до смъртта си маркграф на Лужица и Маркграфство Майсен.
Той е единственият син на маркграф Хайнрих I Стари (* 1070, † 1103) и на Гертруда от Брауншвайг († 1117), дъщеря на маркграф Екберт I от Майсен. Той е полубрат на Рихенза Нортхаймска († 1141), която е съпруга на император Лотар III Суплинбург. Хайнрих II се ражда след смъртта на баща му.
Той управлява под регентството на майка му. През 1121 г. Хайнрих II затваря братовчед си маркграф Конрад I.
През началото на 1123 г. Хайнрих II се бие заедно със зет си маркграф Хайнрих фон Щаде за епископ Райнхард от Халберщат против херцог Лотар Суплинбург от Саксония.
Хайнрих II умира през септември/октомври 1123 г. от отрова. Тогава братовчед му Конрад I има отново претенции за маркграфство Майсен.

## Семейство
Хайнрих II е женен за Аделхайд фон Щаде (1098/1106 – ?) от род Удони, дъщеря на Лотар Удо III († 1106), маркграф на Северната марка. Бракът е бездетен.